# James Carroll (Pokerspieler)
James Carroll (* 16. Juni 1986) ist ein professioneller US-amerikanischer Pokerspieler. Er ist zweifacher Titelträger der World Poker Tour.

## Pokerkarriere
Carroll spielte von August 2006 bis September 2016 online unter dem Nickname croll103 auf den Plattformen PokerStars, Full Tilt Poker und UltimateBet. In dieser Zeit erspielte er sich mit Turnierpoker Preisgelder von mehr als 3 Millionen US-Dollar. Im Jahr 2011 stand Carroll zeitweise unter den Top 10 des PokerStake-Rankings, das die erfolgreichsten Onlinepoker-Turnierspieler weltweit listet.
Seine erste Geldplatzierung bei einem Live-Turnier erzielte Carroll im August 2009 in Mashantucket. Anfang März 2010 platzierte er sich beim Main Event der World Poker Tour (WPT), dem L.A. Poker Classic in Los Angeles, in den Preisgeldrängen und erhielt für seinen 50. Platz knapp 30.000 US-Dollar. Im Juni 2010 war er erstmals bei der World Series of Poker (WSOP) im Rio All-Suite Hotel and Casino am Las Vegas Strip erfolgreich und kam bei drei Turnieren der Variante No Limit Hold’em in die Geldränge. Dabei erreichte er einen Finaltisch sowie im Main Event den siebten Turniertag, wodurch er sich Preisgelder von insgesamt knapp 180.000 US-Dollar sicherte. Im November 2012 gewann Caroll das Main Event der Heartland Poker Tour im Palms Casino Resort am Las Vegas Strip mit einer Siegprämie von mehr als 100.000 US-Dollar. Beim WPT-Main-Event in San José setzte er sich Mitte März 2014 ebenfalls als Sieger durch und erhielt den Hauptpreis von über 1,25 Millionen US-Dollar. Anfang November 2017 wurde er beim Main Event des WSOP-Circuits in Lake Tahoe Zweiter, was mit mehr als 90.000 US-Dollar bezahlt wurde. Bei der WSOP 2018 belegte der Amerikaner beim Monster-Stack-Event ebenfalls den mit 640.000 US-Dollar dotierten zweiten Platz. Im Februar 2019 wurde er beim Main Event des DeepStack Extravaganza im Venetian Resort Hotel am Las Vegas Strip auch Zweiter und erhielt aufgrund eines Deals mit Jesse Sylvia ein Preisgeld von knapp 185.000 US-Dollar. Beim WPT-Main-Event in Los Angeles belegte Carroll Anfang März 2019 den siebten Platz für über 155.000 US-Dollar. Mitte April 2019 sicherte er sich beim WPT-Main-Event in Hollywood, Florida, seinen zweiten WPT-Titel sowie eine Siegprämie von rund 715.000 US-Dollar. Im Dezember 2019 setzte er sich auch bei einem High-Roller-Turnier im Hotel Bellagio am Las Vegas Strip durch und erhielt ein Preisgeld von knapp 115.000 US-Dollar. Das WPT-Main-Event in Los Angeles, das im Februar 2020 begann und dessen Finaltisch aufgrund der COVID-19-Pandemie erst im Mai 2021 ausgespielt wurde, beendete der Amerikaner als Dritter und erhielt über 430.000 US-Dollar. Ende März 2022 entschied er in Houston die Prime Social Texas Poker Championship mit einem Hauptpreis von mehr als 450.000 US-Dollar für sich.
Insgesamt hat sich Carroll mit Poker bei Live-Turnieren mehr als 5,5 Millionen US-Dollar erspielt.